# 彭钦
彭钦是德国梅克伦堡-前波美拉尼亚州的一个市镇。总面积6.08平方公里，总人口150人，其中男性76人，女性74人（2011年12月31日），人口密度25人/平方公里。